# الزجاجة النحاسية (فلم 1914)
الزجاجة الصفراء هو فيلم خيالي صامت من إنتاج بريطاني عام 1914، مستوحى من رواية الزجاجة النحاسية للكاتب توماس آنستي غوثري's 1900 أخرج الفيلم سيدني مورغان. كان الفيلم إنتاجًا مشتركًا بين البريطانيين والأمريكيين، حيث أنتجه البريطانيون وأدّوا أدوار البطولة بالكامل، ولكن التوزيع كان من طرف الشركة الأمريكية World Film Company.
أعاد المخرج الفرنسي موريس تورنر إنتاج الفيلم في الولايات المتحدة عام 1923 بعنوان "الزجاجة النحاسية (فيلم 1923)". ويبدو أن كلا النسختين مفقودتان.

## الممثلون
- إي هولمان  - فكرش الأعمش
- Alfred Bishop - Professor Futvoye
- Doris Lytton - Sylvia Futvoye
- Lawrence Grossmith - Horace Ventmire
- توم موبراي - Samuel Wackerbath
- جوزيف توزر - سليمان (اسم) (*as J.R. Tozer)
- ماري برو - السيدة فوتوفيي
- فين فيذرستون -
- رودج هاردينغ -
- مولي فاريل -